# گئورگی گایداروف
گئورگی گایداروف (بلغاری: Георги Гайдаров؛ زادهٔ ۱۰ دسامبر ۱۹۸۴) بازیکن فوتبال اهل بلغارستان است.